# Ben Pinkelman
Pas d'image ? Cliquez ici

a Compétitions nationales et continentales officielles uniquement.

b Matchs officiels uniquement.
Dernière mise à jour le 29 avril 2021.
Ben Pinkelman, né le 13 juin 1994 à Omaha, est un joueur américain de rugby à XV et de rugby à sept. 

## Biographie
Ben Pinkelman découvre le rugby au Cherry Creek High School (en), puis rejoint l'Université d'État du Colorado où il joue pour les Rams. Scolairement, il y suit un cursus en criminologie.
En 2014, il représente les États-Unis lors du trophée mondial des moins de 20 ans, après avoir brillé sous les couleurs de son université et décroché des sélections nationales universitaires. 
En 2015, il joue avec les Denver Barbarians et est repéré par le sélectionneur national de l'équipe à sept, Mike Friday. Il intègre alors les camps d'entraînement de la sélection, et fait ses grands débuts lors du tournoi de Wellington 2016. S'y mettant en évidence, il va alors s'intégrer au groupe pour la fin de saison, et devient membre à temps plein de l'effectif pour la saison suivante. 
Malgré une arrivée récente dans le groupe américain, il est inclus dans le groupe qui dispute les Jeux olympiques 2016, où il est titulaire lors des 5 rencontres disputées par son équipe.
Il va alors s'inscrire dans la durée dans le groupe américain à sept. Il remporte plusieurs distinctions individuelles : 
- en 2017, il est nommé dans l'équipe-type du tournoi de Hong Kong[8].
- il fait partie de la Dream Team de la saison 2018-2019[9].
- il remporte le DHL Impact Player award du tournoi de Sydney 2020, et est nommé dans l'équipe-type du tournoi[10].

En 2019, il fait partie des plusieurs joueurs de rugby à sept qui participent à la préparation à la coupe du monde. Ses performances lui permettent d'obtenir une place dans le groupe final, et il entre en jeu à l'occasion de trois rencontres lors de la compétition.

## Statistiques

### En sélection à XV
| Année | Compétition                    | Matchs | Points | Essais | Transf. | Drops | Pénal. |
| ----- | ------------------------------ | ------ | ------ | ------ | ------- | ----- | ------ |
| 2019  | Coupe des nations du Pacifique | 2      | -      | -      | -       | -     | -      |
| 2019  | Coupe du monde                 | 3      | -      | -      | -       | -     | -      |
| Total | Total                          | 5      | -      | -      | -       | -     | -      |

### En World Series
| Saison    | Statistiques | Statistiques | Statistiques | Classement final | Tournois disputés | Vainqueur du tournoi | 2e place | 3e place |
| Saison    | M            | Ess          | Pts          | Classement final | Tournois disputés | Vainqueur du tournoi | 2e place | 3e place |
| --------- | ------------ | ------------ | ------------ | ---------------- | ----------------- | -------------------- | -------- | -------- |
| 2015-2016 | 37           | 8            | 40           | 6e               | 7/10              | 0                    | 0        | 1        |
| 2016-2017 | 35           | 11           | 55           | 5e               | 6/10              | 0                    | 1        | 1        |
| 2017-2018 | 58           | 11           | 55           | 6e               | 10/10             | 1                    | 0        | 0        |
| 2018-2019 | 59           | 16           | 80           | 2e               | 10/10             | 1                    | 4        | 2        |
| 2019-2020 | 11           | 6            | 30           | 7e               | 3/6               | 0                    | 0        | 1        |
| Total     | 200          | 52           | 260          | -                | 36                | 2                    | 5        | 5        |

### À laCoupe du monde de rugby à sept
| Édition            | Rang | Résultats États-Unis | Résultats B. Pinkelman | Matchs (points) |
| ------------------ | ---- | -------------------- | ---------------------- | --------------- |
| San Francisco 2018 | 6e   | 2 v, 0 n, 2 d        | 1 v, 0 n, 2 d          | 3 (0)           |

Légende : v = victoire ; n = match nul ; d = défaite.

### Aux Jeux olympiques
| Édition             | Rang | Résultats États-Unis | Résultats B. Pinkelman | Matchs (points) |
| ------------------- | ---- | -------------------- | ---------------------- | --------------- |
| Rio de Janeiro 2016 | 9e   | 3 v, 0 n, 2 d        | 3 v, 0 n, 2 d          | 5 (0)           |

Légende : v = victoire ; n = match nul ; d = défaite.